# منکالبییو
منکالبییو (به اسپانیایی: Moncalvillo) یک شهرستان در اسپانیا است.